# Josiah Quincy III

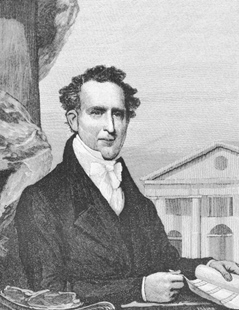
Josiah Quincy III

Josiah Quincy III (* 4. Februar 1772 in Boston, Province of Massachusetts Bay; † 1. Juli 1864 in Quincy, Massachusetts) war ein US-amerikanischer Politiker. Zwischen 1805 und 1813 vertrat er den Bundesstaat Massachusetts im US-Repräsentantenhaus. Er war außerdem Bürgermeister von Boston und Präsident der Harvard University.

## Werdegang
Josiah Quincy war der Sohn von Josiah Quincy II (1744–1775), der ein früher Unterstützer der amerikanischen Revolution war. Er besuchte die Phillips Academy in Andover und studierte danach bis 1790 in Harvard. Nach einem Jurastudium und seiner 1793 erfolgten Zulassung als Rechtsanwalt begann er in Boston in diesem Beruf zu arbeiten. Gleichzeitig schlug er als Mitglied der Föderalistischen Partei eine politische Laufbahn ein. In den Jahren 1800 und 1802 kandidierte er jeweils erfolglos für den Kongress. 1803 wurde er in die American Academy of Arts and Sciences gewählt. Zwischen 1804 und 1805 gehörte er dem Senat von Massachusetts an.
Bei den Kongresswahlen des Jahres 1804 wurde Quincy im ersten Wahlbezirk seines Staates in das US-Repräsentantenhaus in Washington, D.C. gewählt, wo er am 4. März 1805 die Nachfolge von William Eustis antrat. Nach drei Wiederwahlen konnte er bis zum 3. März 1813 vier Legislaturperioden im Kongress absolvieren. Diese waren seit 1812 von den Ereignissen des Britisch-Amerikanischen Krieges geprägt.
1812 kandidierte Quincy nicht mehr für den Kongress. Zwischen 1813 und 1820 saß er erneut im Staatssenat; in den Jahren 1821 und 1822 war er Abgeordneter im Repräsentantenhaus von Massachusetts, als dessen Speaker er im Jahr 1822 fungierte. 1820 war er Mitglied einer Versammlung zur Überarbeitung der Verfassung von Massachusetts. Danach wurde er 1822 städtischer Richter in Boston. Zwischen 1823 und 1829 war Josiah Quincy als Nachfolger von John Phillips Bürgermeister seiner Geburtsstadt, ehe er anschließend von John Thornton Kirkland die Präsidentschaft der Harvard University übernahm. Diese Position hatte er bis 1845 inne. Er verfasste einige historische Abhandlungen über diese Universität und die Stadtentwicklung von Boston. Josiah Quincy starb am 1. Juli 1864 in Quincy im Alter von 92 Jahren.
Sein erstgeborener Sohn Josiah Jr. (1802–1882) war zwischen 1845 und 1849 ebenfalls Bürgermeister von Boston. Auch dessen gleichnamiger Enkel Josiah Quincy (1859–1919) übte von 1895 bis 1899 dieses Amt aus.
Sein zweitgeborener Sohn Edmund Quincy (1808–1877) veröffentlichte 1867 eine vielbeachtete Biographie von Josiah Quincy III und gab 1875 dessen Reden heraus.